# Кузмак, Георгий Евсеевич
Георгий Евсеевич Кузмак (1930, Москва — 23 февраля 1974, там же) — советский учёный в области аэродинамики, механики космического полёта и прикладной математики. Кандидат технических наук (1957), доктор технических наук (1962). Мастер спорта СССР по парусному спорту.

## Биография
Родился в Москве в семье доктора технических наук Евсея Марковича Кузмака и актрисы еврейского театра Софьи Израилевны Кузмак (1901—1940). Окончил Московский физико-технический институт в 1953 году и был принят на работу в Центральный аэрогидродинамический институт им. профессора Н. Е. Жуковского (ЦАГИ). С 1964 года — член Учёного совета ЦАГИ.
Провёл фундаментальные исследования по механике полёта и теории нелинейных колебаний. Применил асимптотические методы для анализа движения летательных аппаратов, усовершенствовал методы расчёта траекторий полёта космических аппаратов. Автор двух монографий. 
За цикл исследований по динамике неуправляемого движения летательных аппаратов при входе в атмосферу был удостоен премии им. Н. Е. Жуковского.
Погиб в результате несчастного случая при катании на горных лыжах.

## Семья
Брат — Александр Евсеевич Кузмак (род. 1944), химик, заведующий сектором в Институте физической химии и электрохимии РАН имени А. Н. Фрумкина, кандидат физико-математических наук, специалист в области коррозионной защиты нефтегазопромыслового оборудования, соавтор монографии «Коррозия и защита крепёжных изделий нефтегазопромыслового оборудования» (1983).

## Монографии
- Динамика неуправляемого движения летательных аппаратов при входе в атмосферу. М.: Наука, 1970. — 347 с.
- Оптимальные перелёты космических аппаратов с двигателями большой тяги. М.: Наука, 1976. — 744 с.